# Presente & futuro
Presente & futuro è una raccolta di Tony Colombo, pubblicata nel 2009 con due Cd che presentano i suoi maggior successi.

## Tracce

### Cd 1
1. La regina dei sogni
2. Se farai l'amore
3. E dammela 'na mezz'ora
4. E nascerà
5. Cattiva
6. Ho promesso che ti sposo
7. Principessa
8. Che me fatte
9. Papà è Natale
10. Ragazza provocante

### Cd 2
1. Non lo fai per amore
2. Stu sceme 'e core
3. Scugnizza
4. Fa male
5. Chello nun te vò bene
6. Nun te miette mai aff'ammore
7. Chiove
8. Me fai mpazzì
9. Gli uomini
10. Me ruttu quartz